# Erina Ikuta
Erina Ikuta (生田 衣梨奈 Ikuta Erina), född 7 juli 1997 i Fukuoka, är en japansk sångerska inom idolagenturen Hello! Project. Hon var tidigare medlem i musikgruppen Morning Musume.

## Biografi
Ikuta blev medlem i Morning Musume den 2 januari 2011 tillsammans med Riho Sayashi, Kanon Suzuki och Mizuki Fukumura som en del av den nionde generationen.
Den 8 juli 2025 tog hon examen från Morning Musume i Nippon Budokan arena.

## Musikgrupper
- Morning Musume (2011–2025)
- Hello! Project Mobekimasu (2011–2013)
- Oha Girl Maple (2011–2012)

## Filmografi
- 2011 Bijo Gaku
- 2011 Sharehouse
- 2011– UstreaMusume
- 2011 Greeting ~Ikuta Erina~
- 2011 Reborn ~Inochi no Audition~ (musikal)
- 2011–2012 Oha Suta
- 2012 Suugaku Joshi Gakuen
- 2012 Stacey’s Shoujo Saisatsu Kageki (musikal)

## Fotoböcker
- Morning Musume Kyuukies & Juukies 1st official Photo Book (2012-09-10)